# Топалівська сільська рада
Топалі́вська сільська́ ра́да — колишня адміністративно-територіальна одиниця та орган місцевого самоврядування у Окнянському районі Одеської області. Адміністративний центр — село Топали.

## Загальні відомості
- Територія ради: 73,89 км²
- Населення ради: 1 262 особи (станом на 2001 рік)
- Територією ради протікає річка Тростянець

## Населені пункти
Сільській раді підпорядковані населені пункти:
- с. Топали
- с. Сагайдак

## Населення
Згідно з переписом УРСР 1989 року чисельність наявного населення сільської ради становила 1399 осіб, з яких 597 чоловіків та 802 жінки.
За переписом населення України 2001 року в сільській раді мешкала 1261 особа.

### Мова
Розподіл населення за рідною мовою за даними перепису 2001 року:
| Мова       | Відсоток |
| ---------- | -------- |
| українська | 94,61 %  |
| молдовська | 3,33 %   |
| російська  | 1,98 %   |
| болгарська | 0,08 %   |

## Склад ради
Рада складається з 16 депутатів та голови.
- Голова ради:

### Керівний склад попередніх скликань
| Прізвище, ім'я, по батькові      | Основні відомості                                    | Дата обрання | Дата звільнення |
| -------------------------------- | ---------------------------------------------------- | ------------ | --------------- |
| Кобилянський Олександр Пилипович | Сільський голова, 1960 року народження, безпартійний | 26.03.2006   | 31.10.2010      |

Примітка: таблиця складена за даними сайту Верховної Ради України

### Депутати
За результатами місцевих виборів 2010 року депутатами ради стали:

#### За суб'єктами висування
| Суб'єкт висування            | Кількість обраних депутатів | %    |
| ---------------------------- | --------------------------- | ---- |
| Партія регіонів              | 7                           | 43,8 |
| Соціалістична партія України | 4                           | 25   |
| Народна партія               | 3                           | 18,8 |
| Самовисування                | 2                           | 12,5 |

#### За округами
| № округу                     | Прізвище, ім'я, по батькові    | Дата визнання обраним | Освіта             | Партійна приналежність             | Відомості про обраного депутата                             |
| ---------------------------- | ------------------------------ | --------------------- | ------------------ | ---------------------------------- | ----------------------------------------------------------- |
| Народна Партія               |                                |                       |                    |                                    |                                                             |
| 8                            | Жембій Борис Віталійович       | 03.11.2010            | середня            | позапартійний                      | сільськогосподарський виробничий кооператив «Кірова», водій |
| 9                            | Барбулат Оксана Аркадіївна     | 03.11.2010            | середня            | член Народної партії               | Красноокнянський територіальний центр, соціальний працівник |
| 15                           | Барбулат Ніна Іванівна         | 03.11.2010            | середня спеціальна | позапартійна                       | Топалівська сільська рада, секретар                         |
| Партія регіонів              |                                |                       |                    |                                    |                                                             |
| 1                            | Єлєупов Микола Бактибекович    | 03.11.2010            | середня            | член Партії регіонів               | тимчасово не працює                                         |
| 2                            | Гортолум Павло Миколайович     | 03.11.2010            | вища               | член Партії регіонів               | пенсіонер                                                   |
| 4                            | Пташник Зінаїда Дмитрівна      | 03.11.2010            | середня спеціальна | член Партії регіонів               | Топалівський фельдшерський пункт, завідувачка               |
| 5                            | Ладигін Анатолій Михайлович    | 03.11.2010            | вища               | член Партії регіонів               | пенсіонер                                                   |
| 7                            | Жембій Катерина Михайлівна     | 03.11.2010            | середня спеціальна | член Партії регіонів               | Топалівська сільська бібіліотека, бібліотекар               |
| 10                           | Пісчанська Тетяна Анатоліївна  | 03.11.2010            | вища               | член Партії регіонів               | Топалівська загальна- освітня школа, вчитель                |
| 11                           | Дорош Анатолій Олександрович   | 03.11.2010            | середня спеціальна | член Партії регіонів               | Топалівська загально — освітня школа, вчитель               |
| Соціалістична партія України |                                |                       |                    |                                    |                                                             |
| 6                            | Козленко Наталя Анатоліївна    | 03.11.2010            | середня спеціальна | член Соціалістичної партії України | Топалівська ощадна каса, касир                              |
| 12                           | Русначенко Катерина Віталіївна | 03.11.2010            | вища               | член Соціалістичної партії України | Топалівська сільська рада, спеціаліст — землевпорядник      |
| 13                           | Вербицька Юлія Василівна       | 03.11.2010            | середня            | член Соціалістичної партії України | Топалівський дитячий садок «Росинка», кухар                 |
| 14                           | Сидоровська Алла Миколаївна    | 03.11.2010            | середня спеціальна | член Соціалістичної партії України | Топалівський фельдшерський пункт, патронажна медсестра      |
| Самовисування                |                                |                       |                    |                                    |                                                             |
| 3                            | Шатайло Катерина Олексіївна    | 03.11.2010            | середня спеціальна | позапартійна                       | Топалівська загальноосвітня школа, вчитель                  |
| 16                           | Гульпа Михайло Митрофанович    | 03.11.2010            | середня            | позапартійний                      | пенсіонер                                                   |